# Серебряная свадьба (группа)
Серебряная свадьба — белорусский музыкальный коллектив, кабаре-бэнд.

## История группы
Кабаре-бэнд «Серебряная свадьба» появился в 2005 году. Музыкальный стиль включает элементы шансона, диксиленда, кантри, латиноамериканской и русской народной музыки. «Серебряная свадьба» использует множество музыкальных инструментов, а также широкий набор реквизита.
В сентябре 2015 года вышел альбом «Музыка — всё!». В рецензии на альбом Сергей Мезенов с Colta.ru отметил: «Исполняя песни про котиков и привидений, детские рисунки и семейные поездки к морю, „Свадьба“ выступает в качестве самого бодрого на свете мультипликационного оркестра — их музыка топорщится, бежит вприпрыжку и бодро звякает разными звенелками, гомерическая духовая секция догоняет банджо и поющую пилу, терменвокс забрасывает на закорки музыкальную шкатулку, всем ужасно весело. Слушать это без ежепесенной улыбки до ушей, честно говоря, совершенно невозможно».
В июле 2016 года, после поездки на гастроли в Германию, «Серебряная свадьба» исчезла со сцены. Светлана Бень заявила в последнем интервью, что музыканты решили взять паузу для отдыха. Продюсер коллектива Александр Богданов также подтвердил, что группа «Серебряная свадьба» с августа 2016 года ушла в бессрочный отпуск.

## Фестивали
- Фестиваль современного театрального искусства в Варшаве (2006).
- Пустые холмы (2007, 2008, 2010) в Калужской и Смоленской областях.
- Фестиваль Пустые Холмы: Город Золотой (2009) Калужская область.
- Метафест (2007) под Самарой.
- Cap à l’Est (2007) в Нанте (Франция).
- Totaal Festival (2009) Бладэль (Голландия).
- Джаз Коктебель (2009, 2010, 2012, 2015) Коктебель, Затока (Украина).
- Фестиваль «Можно» (2009) Москва (Россия).[5]
- Гогольфест (2009) Киев (Украина).
- Конкурс «Bandscan» (2009–2010) Минск (Беларусь).[6]
- Славянский базар (2010) в Витебске.
- 39-й Фестиваль авторской песни им. Валерия Грушина (Фёдоровские луга, Самарская область, 5-8 июля 2012 г.)[7].
- STEREOLETO-2012: 14/07-STEREOДЕНЬ.
- Соседний мир (2012) Керчь (АР Крым, Украина).
- Международный Платоновский фестиваль искусств (2013), Воронеж, Россия.
- 10-й юбилейный фестиваль Усадьба Jazz (2013), Москва, Россия.
- Дикая мята (2013) в Калужской области, «Этномир».
- Дикая мята (2015) в Тульской области, деревня Бунырёво.
- Фестиваль Джетлаг (2018)  в штате Нью Йорк

## Состав группы

### Состав в середине 2010-х гг.
- Светлана Залесская-Бень («Бенька») — вокал, гармошка, концертино: «Наша группа международная. Все ребята имеют самые разные корни: французские, английские, польские. А баянист вообще потомок бессарабских цыган»[8], «У нас есть в Минске своя публика, которой хотелось бы чаще бывать на концертах „Серебряной свадьбы“»[9], «Для меня „Серебряная свадьба“ — это семья»[10].
- Мария Васильевская («Франческа-Мария Василевска») — скрипка, клавишные.
- Дмитрий Гаврилик («Джордж Пунш») — банджо, гитара, укулеле, эффекты.
- Артём Залесский(Умер) («Франсуа дэ Бош») — барабаны, перкуссия, эффекты, бэк-вокал.
- Артем Гаврюшин («Вильям Габбс») — контрабас.
- Сергей Петрашкевич («Серж Люмьер») — труба.
- Евгений Половинский («Эжен Люмьер», «Милош Штрих») — тромбон, металлофон.
- Наталья Куницкая («Натали Мартес») — синтезаторы, электроника
- Александр Богданов («Алехандро Бо») — администратор.

### Бывшие участники
- Егор Забелов — баян.
- Сергей Шепелев — труба, туба, клавишные.
- Леонид Павлёнок — мультиинструменталист.
- Анна Шапошникова — мультиинструменталист.
- Вячеслав Сергеенко — бас-гитара, контрабас.
- Юрий Мартынов — ударные.

## Дискография
- 2008 — Концерт в чулане[11]
- 2010 — La Mixture Pour Le Voyage
- 2011 — Сердечная мускулатура[12][13][14][14][15][16][17]
- 2012 — Laterna Magica[18][19][20][21]
- 2014 — Ag (макси-сингл)[22]
- 2015 — Adieu, la tête (сингл)
- 2015 — В гараже у дяди Вити (сингл)
- 2015 — Музыка — всё![23]

## Фильмография
- «Жизнь взаймы», драма, Россия, 2008 год — группа сыграла роль музыкантов в доме отдыха, исполнивших песни «Разлука» и «Тайна».
- «Свадьба», лирическая комедия, Россия, 2008 год — саундтреки к фильму.
- «Реальный папа», комедия, Россия, 2008 год — эпизод-группа играет в кафе.
- «Козья хатка», мультфильм, Россия, 2009 год — звучит песня группы.
- «Катя и Вася идут в школу», документальный, Россия, 2020 год — звучит песня группы.